# Fighting Eagles Nagoya
Los Fighting Eagles Nagoya (en japonés ファイティングイーグルス名古屋), conocido por motivos de patrocinio como Toyotsu Fighting Eagles Nagoya, es un equipo de baloncesto japonés con sede en la ciudad de Nagoya, en la prefectura de Aichi, que compite en la B.League, la máxima competición de su país. Disputa sus partidos en el Biwajima Sports Center, con capacidad para 10.000 espectadores.

## Historia
Fundado en 1957, en 1988, el equipo ascendió a la División 2 de la Liga de Japón, ganando el campeonato en 1989, logrando así el ascenso a la División 1 de la Liga de Japón en 1990, pero descendió nuevamente a la División 2 en 1994 después de terminar último por tercera vez consecutiva. En 2007, el equipo se unió a la segunda división la recién creada Liga de Baloncesto de Japón (JBL2).
En 2013 el equipo se unió a la NBDL, la liga de desarrollo adscrita a la NBL, creada ese año, y se convirtió en miembro asociado de la misma. Con este cambio, el nombre del equipo pasó a ser "Toyota Tsusho Fighting Eagles Nagoya".
En 2015, el equipo firmó un acuerdo con la ciudad de Nagoya para ingresar en la B.League. El equipo decidió entonces unirse a la B2 (segunda división) y cambió su nombre por el de Toyotsu Fighting Eagles Nagoya. 

## Nombre y mascota
El equipo adquirió el nombre en inglés "Fighting Eagles" (águilas luchadoras) ya que dicho animal es un símbolo de fuerza y del deseo de ganar siempre las batallas. La mascota es un águila dorada llamada "Reed-kun", y su número de uniforme es el 758, una referencia a la ciudad de Nagoya, ya que la lectura de esos números en japonés suena como el nombre de la ciudad.

## Palmarés
- B2 League: 1

2021-22
- JBL 2: 4

2008-09, 2009-10, 2010-11, 2011-12